# Franz Xaver Wetzel
Franz Xaver Wetzel (* 25. November 1849 in Rorschach; † 31. Mai 1903 in Ingenbohl) war ein Schweizer Geistlicher, der mit seinen Büchern als Volksschriftsteller erfolgreich war.

## Leben
Wetzel, Sohn des Kleinbauern Franz Xaver Wetzel und seiner Frau Anna Maria, geborene Hopp, besuchte das Gymnasium in Schwyz und das Knabenseminar St. Gallen-St. Georgen. Er studierte von 1869 bis 1873 Philosophie und Theologie in Innsbruck. Nach der Priesterweihe 1874 in St. Gallen war er von 1874 bis 1878 Kanzler des St. Galler Bischofs Karl Johann Greith, dann Religionslehrer an der Kantonsschule und der katholischen Kantonsrealschule. Von 1881 bis 1882 war er Kaplan in Uznach, von 1882 bis 1898 Pfarrer von Altstätten, wo er aufgrund seines «intransigenten Katholizismus» (Historisches Lexikon der Schweiz) untragbar wurde. Von 1899 bis 1903 fungierte er als Pfarrer von Lichtensteig. Weiterhin war er von 1895 bis 1903 Dekan und von 1897 bis 1903 nichtresidierender Domherr.
Als seinerzeit vielgelesener Autor erreichte Wetzel sowohl mit seinen (teilweise auch übersetzten) religiös-apologetischen Erbauungsschriften wie Illustrirte Weltgeschichte in Charakterbildern (1879) oder Führer auf dem Lebenswege (1892) als auch mit belehrenden populären Volksbüchern wie Sparen macht reich (1888) oder Der praktische Katholik (1901) Auflagen in Millionenhöhe. Nach der Deutschen Biographischen Enzyklopädie war er neben Alban Stolz einer der bekanntesten religiösen Volksschriftsteller.

## Schriften (Auswahl)
- Illustrirte Weltgeschichte in Charakterbildern. Einsiedeln 1879.
- Die Trunksucht der Ruin des Volkswohles. Solothurn 1885.
- Der Herr kommt. Ein Büchlein für Erstkommunikanten. Ravensburg 1903, OCLC 632859515.
- Phrasen. Ein Büchlein für die reifere Jugend und das Volk. Ravensburg 1918, OCLC 634981533.

## Lexikalischer Eintrag
- Franz Xaver Bischof: Franz Xaver Wetzel. In: Historisches Lexikon der Schweiz.  11. Januar 2015, abgerufen am 4. Februar 2022.